# Camilla Collett

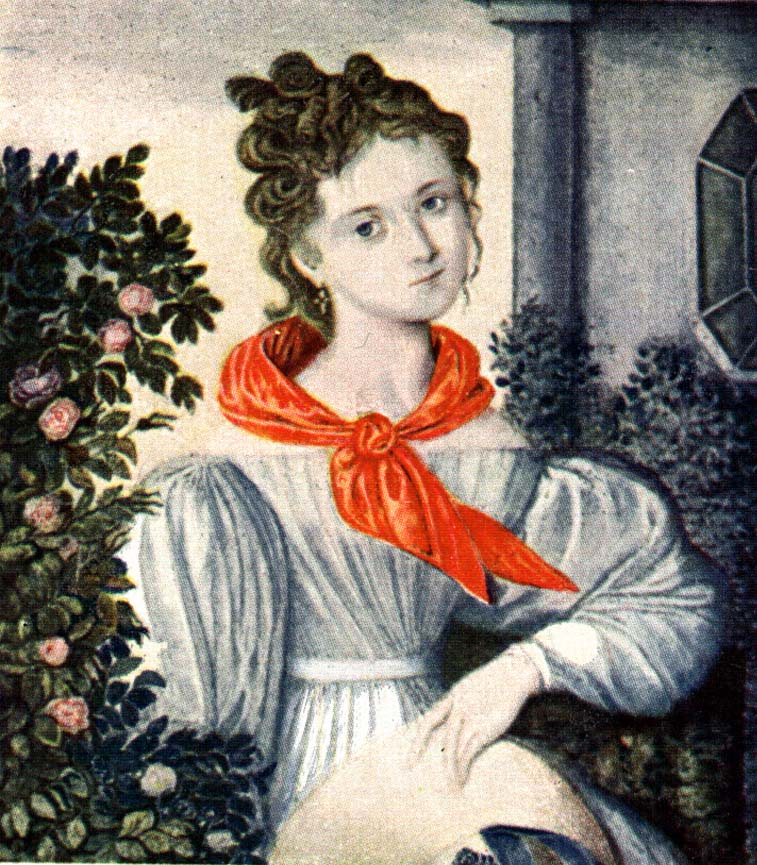
Camilla Collett

Camilla Collett, als Camilla Jacobine Wergeland geboren (* 23. Januar 1813 in Kristiansand, Norwegen; † 6. März 1895 in Kristiania, heute Oslo), war eine norwegische Schriftstellerin. Sie war die Tochter des Theologen und Politikers Nicolai Wergeland und die jüngere Schwester des Schriftstellers Henrik Wergeland. Heute gilt sie als erste norwegische Frauenrechtlerin.

## Leben und Werk
Nach ihrer Ausbildung auf einem Mädcheninternat in Kristiania und einer von Herrnhutern geleiteten Schule in Christiansfeld (Schleswig) begab sie sich wiederholt auf Auslandsreise. In Hamburg, wo sie von 1836 bis 1837 lebte, kam sie mit den Schriften des Jungen Deutschlands in Berührung. Die realistische Poetik dieser Autoren sollte sie nachhaltig beeinflussen. Schon in jungen Jahren arbeitete sie sehr an ihrem Brief- und Tagebuchstil und orientierte sich dabei an ihrem Vorbild Rahel Varnhagen.
Als sie 17 Jahre alt war, verliebte sich Camilla Wergeland in den norwegischen Autor Johan Sebastian Welhaven, der ein dezidierter Gegner ihres Bruders Henrik war. Die Beziehungen der jungen Leute sind oft als „romantisches Dreiecksdrama“ beschrieben worden. 1841 heiratete sie jedoch den liberalen Juristen und Literaturkritiker Peter Jonas Collett, der ein wichtiger Gesprächspartner für sie wurde und sie zum Schreiben anregte. Aus der Ehe gingen vier Kinder hervor, darunter der Zoologe Robert Collett und der Historiker Alf Collett.
Ihr einziger Roman, in zwei Bänden 1854 und 1855 erschienen, trägt den Titel „Die Töchter des Amtmanns“ (Originaltitel: Amtsmandens Døtre). Mit diesem konsequent realistischen Buch und mit ihren weiteren Schriften übte Camilla Collett nicht nur großen Einfluss auf die allmählich entstehende Frauenbewegung Norwegens aus, sondern auch auf Schriftsteller wie Jonas Lie, Henrik Ibsen und Alexander Kielland. Sie griff dem sogenannten Modernen Durchbruch (1870–1890) der skandinavischen Literaturgeschichte vor und trat für das Selbstbestimmungsrecht der Frau ein. Collett kämpfte vor allem gegen die allein ökonomisch motivierte Versorgungsehe und forderte Respekt für die Empfindung der Frauen. Nach eigener Formulierung wollte sie „den Gefühlen zu ihrem Recht verhelfen“. Sie griff auch die zeitgenössischen Erziehungsideale an, die gerade die Frauen in die Passivität zwangen.
Zu ihren weiteren Veröffentlichungen zählen ein Erzählband (1861), Memoiren (1863) unter dem Titel I de lange Nætter (In den langen Nächten) sowie eine große Zahl von Essays. 
1874 regte Camilla Collett die Gründung des Frauen-Lesevereins (Leseforeningen for kvinner) in Kristiania an. 1884 wurde sie zum Ehrenmitglied des neu gegründeten Norwegischen Frauenrechtsvereins (Norsk Kvinnesaksforening) ernannt.
Zwischen 1979 und 1997 war Camilla Collett auf den 100-Kronen-Noten der Norwegischen Bank abgebildet.

## Werke
- Amtmandens Døtre. (Die Töchter des Amtmannes) Roman. 1854–1855. Überarbeitete Ausgaben 1860 und 1879.
- Fortællinger. Erzählungen. 1861.
- I de lange Nætter. (In den langen Nächten) Memoiren. 1863.
- Sidste Blade I–V. (Letzte Blätter) Essays. 1868–1873.
- Fra de Stummes Leir. (Aus dem Lager der Stummen) Essays. 1877.
- Mod Strømmen I–II. (Gegen den Strom) Essays. 1879–1885.
- Skrifter I–X. Werkausgabe. 10 Bände. 1892–1893.
- Dagbøker og breve. Tagebücher und Briefe. 5 Bände. Hrsg. Leiv Amundsen. 1926–1934.

Übersetzungen
- Die Töchter des Amtmanns. Aus dem Norwegischen und mit einem Nachwort von Berit Klein. Carl Böschen Verlag, Siegen 2000, ISBN 3-932212-24-X.
- Die Straßen von Berlin.[4] (Essay: „Berlinske gader“). Aus dem Norwegischen von Nadine Erler.